# Lista najlepiej sprzedających się gier na PlayStation 3

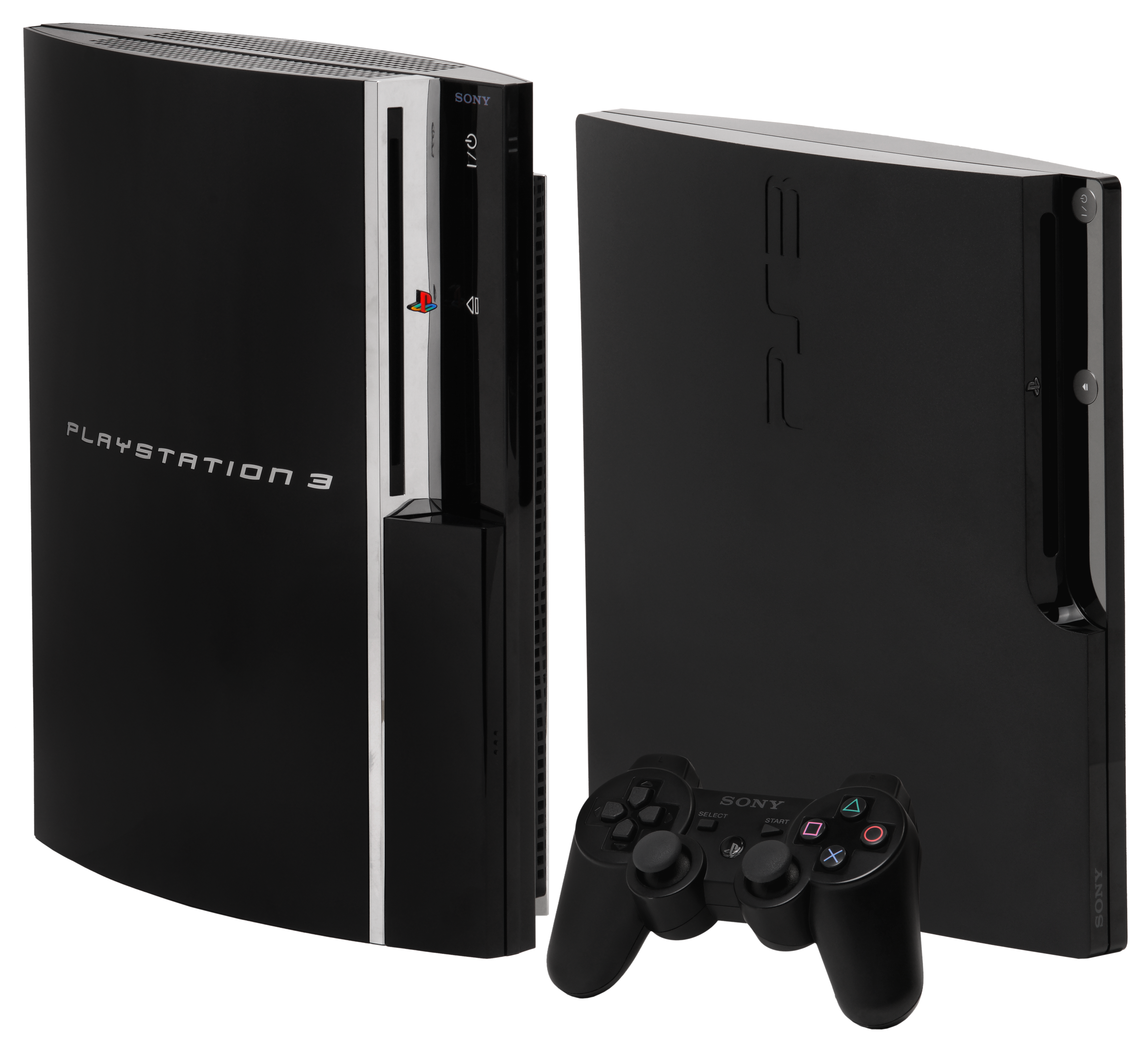
Oryginalne PlayStation 3 i PlayStation 3 Slim z kontrolerem DualShock 3.

Lista najlepiej sprzedających się gier na konsolę PlayStation 3, które sprzedano w co najmniej jednym milionie egzemplarzy. Do 12 maja 2025 roku na całym świecie sprzedano łącznie ponad 1 miliard egzemplarzy oprogramowania, przeznaczonego na PlayStation 3.

## Lista
| Gra                                          | Sprzedane egzemplarze | Seria                      | Data premiery        | Gatunek                                                                | Producent                           | Wydawca                                |
| -------------------------------------------- | --------------------- | -------------------------- | -------------------- | ---------------------------------------------------------------------- | ----------------------------------- | -------------------------------------- |
| Grand Theft Auto V                           | 29,52 miliona         | Grand Theft Auto           | 17 września 2013     | przygodowa gra akcji                                                   | Rockstar North                      | Rockstar Games                         |
| Call of Duty: Modern Warfare 3               | 12,51 miliona         | Call of Duty               | 8 listopada 2011     | strzelanka pierwszoosobowa                                             | Infinity Ward Sledgehammer Games    | Activision                             |
| Gran Turismo 5                               | 11,95 miliona         | Gran Turismo               | 24 listopada 2010    | wyścigi                                                                | Polyphony Digital                   | Sony Computer Entertainment            |
| Call of Duty: Black Ops                      | 11,89 miliona         | Call of Duty               | 9 listopada 2010     | strzelanka pierwszoosobowa                                             | Treyarch                            | Activision                             |
| Uncharted 3: Oszustwo Drake’a                | ~9 milionów           | Uncharted                  | 1 listopada 2011     | przygodowa gra akcji, strzelanka trzecioosobowa                        | Naughty Dog                         | Sony Computer Entertainment            |
| The Last of Us                               | 7+ milionów           | The Last of Us             | 14 czerwca 2013      | przygodowa gra akcji, survival horror                                  | Naughty Dog                         | Sony Computer Entertainment            |
| Uncharted 2: Pośród złodziei                 | 6,5 miliona           | Uncharted                  | 13 października 2009 | przygodowa gra akcji, strzelanka trzecioosobowa                        | Naughty Dog                         | Sony Computer Entertainment            |
| Metal Gear Solid 4: Guns of the Patriots     | 6 milionów            | Metal Gear                 | 12 czerwca 2008      | przygodowa gra akcji, skradanka                                        | Kojima Productions                  | Konami                                 |
| Gran Turismo 5 Prologue                      | 5,35 miliona          | Gran Turismo               | 13 grudnia 2007      | wyścigi                                                                | Polyphony Digital                   | Sony Computer Entertainment            |
| Gran Turismo 6                               | 5,22 miliona          | Gran Turismo               | 6 grudnia 2013       | wyścigi                                                                | Polyphony Digital                   | Sony Computer Entertainment            |
| God of War III                               | 5,2 miliona           | God of War                 | 16 marca 2010        | przygodowa gra akcji, hack and slash                                   | Santa Monica Studio                 | Sony Computer Entertainment            |
| Final Fantasy XIII                           | 5 milionów            | Final Fantasy              | 17 grudnia 2009      | gra fabularna                                                          | Square Enix                         | Square Enix                            |
| Call of Duty: Modern Warfare 2               | 4,8 miliona           | Call of Duty               | 10 listopada 2009    | strzelanka pierwszoosobowa                                             | Infinity Ward                       | Activision                             |
| Uncharted: Fortuna Drake’a                   | 4,8 miliona           | Uncharted                  | 19 listopada 2007    | przygodowa gra akcji, strzelanka trzecioosobowa                        | Naughty Dog                         | Sony Computer Entertainment            |
| Batman: Arkham City                          | 4,6 miliona           | Batman: Arkham             | 18 października 2011 | przygodowa gra akcji                                                   | Rocksteady Studios                  | Warner Bros. Interactive Entertainment |
| Resident Evil HD Remaster                    | 4,6 miliona           | Resident Evil              | 27 października 2014 | survival horror                                                        | Capcom Production Studio 4          | Capcom                                 |
| LittleBigPlanet                              | 4,5 miliona           | LittleBigPlanet            | 27 października 2008 | gra logiczna, sandbox                                                  | Media Molecule                      | Sony Computer Entertainment            |
| Grand Theft Auto IV                          | 4,33 miliona          | Grand Theft Auto           | 29 kwietnia 2008     | strzelanka pierwszoosobowa                                             | Rockstar North                      | Rockstar Games                         |
| MotorStorm                                   | 3 miliony             | MotorStorm                 | 14 grudnia 2006      | wyścigi                                                                | Evolution Studios                   | Sony Computer Entertainment            |
| Resistance 2                                 | 3 miliony             | Resistance                 | 4 listopada 2008     | strzelanka pierwszoosobowa                                             | Insomniac Games                     | Sony Computer Entertainment            |
| Heavy Rain                                   | 3 miliony             | –                          | 23 lutego 2010       | interaktywne opowiadanie, przygodowa gra akcji                         | Quantic Dream                       | Sony Computer Entertainment            |
| Resistance: Fall of Man                      | 2,5 miliona           | Resistance                 | 17 listopada 2006    | strzelanka pierwszoosobowa                                             | Insomniac Games                     | Sony Computer Entertainment            |
| God of War Collection                        | 2,42 miliona          | God of War                 | 17 listopada 2009    | Przygodowa gra akcji, hack and slash                                   | Santa Monica Studio Bluepoint Games | Sony Computer Entertainment Capcom     |
| Lego Star Wars: The Complete Saga            | 2,16 miliona          | Lego Star Wars             | 7 listopada 2007     | przygodowa gra akcji                                                   | Traveller’s Tales                   | LucasArts                              |
| Call of Duty 4: Modern Warfare               | 2,02 miliona          | Call of Duty               | 5 listopada 2007     | strzelanka pierwszoosobowa                                             | Infinity Ward                       | Activision                             |
| Devil May Cry 4                              | 2 miliony             | Devil May Cry              | 31 stycznia 2008     | przygodowa gra akcji, hack and slash                                   | Capcom                              | Capcom                                 |
| Infamous                                     | 2 miliony             | Infamous                   | 26 maja 2009         | przygodowa gra akcji                                                   | Sucker Punch Productions            | Sony Computer Entertainment            |
| Beyond: Dwie dusze                           | 2 miliony             | –                          | 8 października 2013  | interaktywne opowiadanie, przygodowa gra akcji                         | Quantic Dream                       | Sony Computer Entertainment            |
| Assassin’s Creed                             | 1,83 miliona          | Assassin’s Creed           | 13 listopada 2007    | przygodowa gra akcji, skradanka                                        | Ubisoft Montréal                    | Ubisoft                                |
| Call of Duty: World at War                   | 1,83 miliona          | Call of Duty               | 11 listopada 2008    | strzelanka pierwszoosobowa                                             | Treyarch                            | Activision                             |
| Resident Evil 5                              | 1,76 miliona          | Resident Evil              | 5 marca 2009         | strzelanka trzecioosobowa                                              | Capcom                              | Capcom                                 |
| Demon’s Souls                                | 1,7 miliona           | Dark Souls                 | 5 lutego 2009        | fabularna gra akcji                                                    | FromSoftware                        | SCE Atlus USA Namco Bandai             |
| Heavenly Sword                               | 1,5 miliona           | –                          | 12 września 2007     | przygodowa gra akcji, hack and slash                                   | Ninja Theory                        | Sony Computer Entertainment            |
| Minecraft: PlayStation 3 Edition             | 1,5 miliona           | Minecraft                  | 17 grudnia 2013      | sandbox, gra survivalowa                                               | 4J Studios                          | Sony Computer Entertainment            |
| One Piece: Pirate Warriors                   | 1,45 miliona          | One Piece: Pirate Warriors | 1 maja 2012          | przygodowa gra akcji, beat 'em up                                      | Omega Force                         | Bandai Namco Games                     |
| Red Dead Redemption                          | 1,36 miliona          | Red Dead                   | 18 maja 2010         | strzelanka pierwszoosobowa                                             | Rockstar San Diego                  | Rockstar Games                         |
| Ni no Kuni: Wrath of the White Witch         | 1,33 miliona          | Ni no Kuni                 | 17 listopada 2011    | gra fabularna                                                          | Level-5                             | Bandai Namco Games Level-5             |
| Ratchet & Clank Future: Tools of Destruction | 1,25 miliona          | Ratchet & Clank            | 23 października 2007 | platformówka, przygodowa gra akcji                                     | Insomniac Games                     | Sony Computer Entertainment            |
| Naruto Shippuden: Ultimate Ninja Storm 2     | 1,24 miliona          | Naruto: Ultimate Ninja     | 5 marca 2013         | bijatyka, gra akcji                                                    | CyberConnect2                       | Namco Bandai Games                     |
| Resistance 2                                 | 1,01 miliona          | Resistance                 | 4 listopada 2008     | strzelanka pierwszoosobowa                                             | Insomniac Games                     | Sony Computer Entertainment            |
| Naruto Shippuden: Ultimate Ninja Storm 2     | 1,01 miliona          | Naruto: Ultimate Ninja     | 14 października 2010 | bijatyka                                                               | CyberConnect2                       | Namco Bandai Games                     |
| Valkyria Chronicles                          | 1 milion              | Valkyria Chronicles        | 24 kwietnia 2008     | taktyczna gra fabularna czasu rzeczywistego, strzelanka trzecioosobowa | Sega                                | Sega                                   |
| Killzone 2                                   | 1 milion              | Killzone                   | 26 lutego 2009       | strzelanka pierwszoosobowa                                             | Guerrilla Games                     | Sony Computer Entertainment            |
| MotorStorm: Pacific Rift                     | 1 milion              | MotorStorm                 | 28 października 2009 | wyścigi                                                                | Evolution Studios                   | Sony Computer Entertainment            |